# Viktorija Komova
Viktorija Aleksandrovna Komova (ryska: Виктория Александровна Комова), född den 30 januari 1995 i Voronezj, Ryssland, är en rysk gymnast.
Hon tog OS-silver i såväl damernas individuella mångkamp som i lagmångkampeni samband med de olympiska gymnastiktävlingarna 2012 i London.